# Amram
Segons l'Èxode, capítol sisè, Amram (en hebreu עַמְרָם בן-עברית Amrām ben Qhath) fou el pare de Moisès i Aaron.

## A la Bíblia

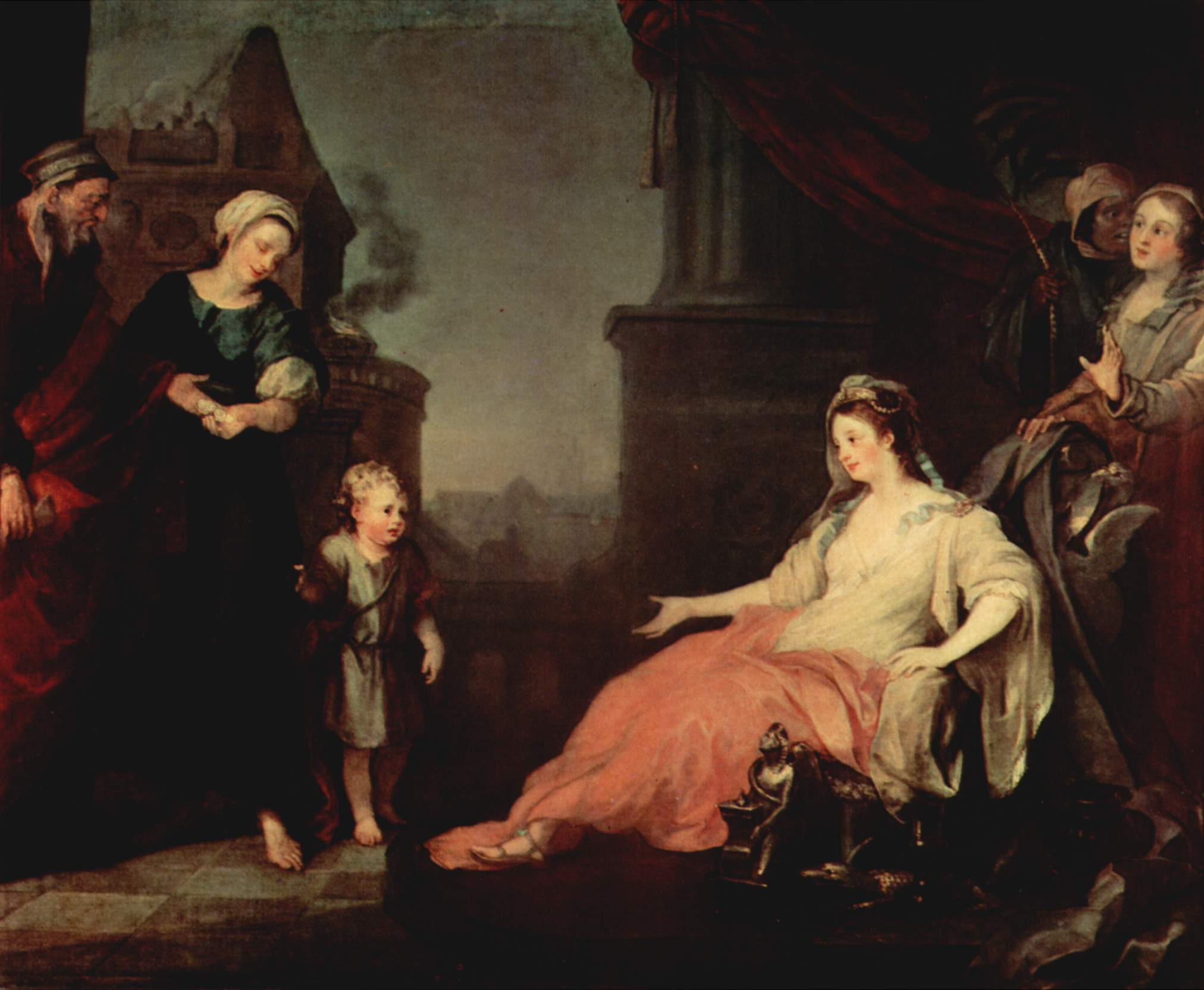
Joquèbed i Amram duen Moisès a la filla del faraó, de William Hogart

Amram pertanyia a la tribu de Leví. Era fill de Quehat (Cahat) i net de Leví. Va néixer a Egipte i veié com els jueus perderen l'amistat del faraó fins a esdevenir esclaus dels egipcis. Es casà amb la seva tia paterna Joquèbed (Jocàbed) i tingueren tres fills: Aaron, Míriam i Moisès
Segons la tradició apòcrifa jueva, quan la seva esposa estava embarassada de tres mesos de Moisès, el faraó va redactar un edicte pel qual tots els nou-nats hebreus havien de ser llençats al Nil. Aleshores Amram va divorciar-se de Joquèbed i va anar-se'n de casa, però poc després la seva filla Míriam el va convèncer de tornar. Quan nasqué el fill, tres mesos fins que, per evitar ser descoberts, deixaren el nen en una cistella a les aigües del Nil.
Resultà que la cistella fou trobada per la filla del mateix faraó, que volgué adoptar el nen com a fill seu. Així, Amram pogué veure créixer el seu fill fins que, quan fou una mica més gran, el portà al palau del faraó i l'entregà a la filla del monarca. Segons el judaisme, Amram va sortir d'Egipte amb tot el poble hebreu guiat pel seu fill Moisès. Abans de sortir, juntament amb alguns ancians israelites, van desenterrar els cossos dels fills de Jacob i se'ls van endur per ser enterrats a la Terra Promesa. Amram morí durant l'Èxode pel desert a l'edat de cent trenta-set anys.

## A l'Alcorà
A l'Alcorà, Imran, arabització d'Amram, és esmentat fent referència a dos personatges diferents: Amram, pare de Moisès i Aaron, i Joaquim, pare de Maria, la mare de Jesús. Encara que els erudits musulmans han debatut sovint sobre a qui es refereix exactament aquest versicle, la majoria dels comentaristes clàssics i traductors moderns pensen que s'hi parla d'Amram, pare de Moisès i Aaron. Amram és venerat en tant que patriarca de l'islam. A la tercera sura es diu:
| «                                                         | Certament, Déu ha escollit Àdam, Nuh, Ibrahim i la família d'Imran per damunt dels altres, de tothom. | » |
| — Alcorà, sura 3 (Al Imran, La família d'Imran), aleia 33 | |   |